# Manuel López Urzúa
Manuel Ignacio López Urzúa (Chile, 18 de junio de 1972) es un exfutbolista chileno. Jugaba como defensa.

## Trayectoria
Un producto de las divisiones inferiores de O'Higgins, jugó un partido durante la temporada 1994, después de estar cedido en Deportes Santa Cruz. En el fútbol chileno también defendió las camisetas de Deportes Puerto Montt, Huachipato, Cobresal, Deportes Arica, Rangers y Deportes Copiapó. En el conjunto salmonero es recordado por sus grandes campañas, como la del subcampeonato del torneo de Primera B de 1996, que significó el primer ascenso a la Primera División del equipo puertomontino.
En el extranjero, jugó para el Toluca (cedido)y León.Con el Toluca, logró el Torneo Verano 1998.

## Clubes
| Club                           | País   | Año       |
| ------------------------------ | ------ | --------- |
| O'Higgins                      | Chile  | 1992-1994 |
| → Deportes Santa Cruz (cedido) | Chile  | 1993      |
| Deportes Puerto Montt          | Chile  | 1995-1999 |
| → Toluca (cedido)              | México | 1998      |
| León                           | México | 2000      |
| Huachipato                     | Chile  | 2000-2002 |
| Cobresal                       | Chile  | 2003      |
| Deportes Puerto Montt          | Chile  | 2003-2004 |
| Deportes Arica                 | Chile  | 2005      |
| Rangers                        | Chile  | 2006      |
| Deportes Copiapó               | Chile  | 2007      |

## Palmarés

### Campeonatos nacionales
| Título           | Club   | País   | Año         |
| ---------------- | ------ | ------ | ----------- |
| Primera División | Toluca | México | Verano 1998 |